# Cor Caroli

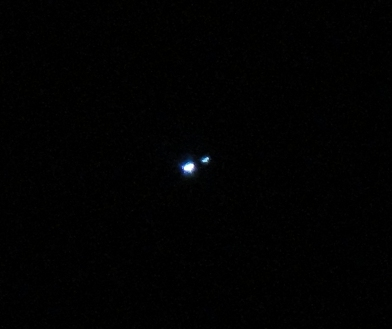
Prototypstjärnan för Alfa2 Canum Venaticorum-variabler,Cor Caroli, fotograferad från norra England den 1 mars 2011.

Cor Caroli eller Alfa Canum Venaticorum (α Canum Venaticorum, förkortat Alfa CVn, α CVn), som är stjärnans Bayerbeteckning är den ljusaste stjärnan i mellersta delen av stjärnbilden Jakthundarna. Den är en dubbelstjärna som har en skenbar magnitud på +2,89 (ljusstyrkan varierar mellan +2,84 och +2,94 med en period på 5,47 dygn). Baserat på parallaxmätning inom Hipparcosuppdraget på ca 13,5 mas, beräknas den befinna sig på ett avstånd på ca 115 ljusår (ca 35 parsek) från solen. Cor Caroli skapar det norra hörnet i asterismen den Stora diamanten.

## Nomenklatur
Den ljusare av de två stjärnorna är betecknad Alfa2 Canum Venaticorum, den svagare Alfa1 Canum Venaticorum. Namnet Cor Caroli betyder Karls hjärta, och det är mest troligt att Edmond Halley namngav dem som hyllning till Karl I av England eller Karl II av England.
År 2016 organiserade Internationella astronomiska unionen en arbetsgrupp för stjärnnamn (WGSN) med uppgift att katalogisera och standardisera riktiga namn för stjärnor. WGSN fastställde namnet Cor Caroli för Alfa2 Canum Venatocorum i juli 2016 och detta är nu inskrivet i IAU:s Catalog of Star Names.

## Egenskaper
Primärstjärnan Alfa2 Canum Venaticorum är en blå till vit stjärna i huvudserien av spektralklass A0pSiEuHg . Den har en massa som är ca 3 gånger större än solens massa, en radie som är ca 2,5 gånger större än solens och utsänder från dess fotosfär ca 100 gånger mera energi än solen vid en effektiv temperatur av ca 11 600 K.
Alfa2 Canum Venaticorum är en kemiskt ovanlig stjärna med ett starkt magnetfält, ca 5 000 gånger starkare än jordens, och är klassificerad som en Ap/Bp-stjärna. Dess fotosfär har överskott av vissa element, som kisel, kvicksilver och europium. Detta antas bero på att vissa element sjunker ner i stjärnan genom tyngdkraften, medan andra stiger genom strålningstrycket. Stjärnan är prototyp för en klass av variabla stjärnor, de så kallade Alfa2 Canum Venaticorum-variablerna. Det starka magnetfältet hos dessa stjärnor antas producera stjärnfläckar av enorm omfattning. På grund av dessa kan ljusstyrkan hos Alfa2 Canum Venaticorum-stjärnor variera kraftigt under rotationen.
Alfa2 Canum Venaticorums följeslagare, Alfa1 Canum Venaticorum, är av spektralklass F2 V och är betydligt ljussvagare med en magnitud på +5,60. Stjärnorna ligger 19,6 bågsekunder ifrån varandra och kan lätt skiljas i ett litet teleskop.